# Prospecțiune seismică

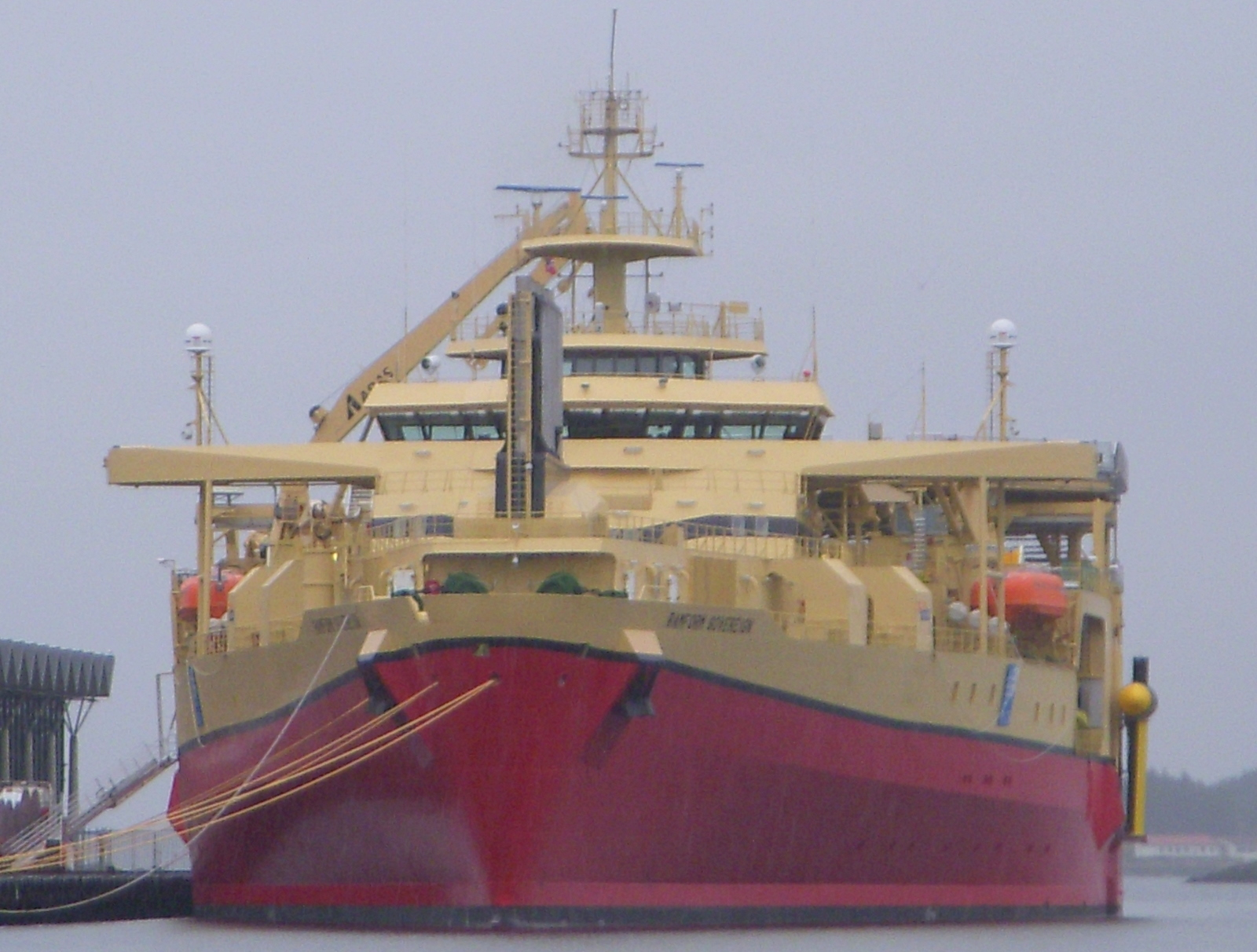
Vapor utilizat pentru a face prospecțiune seismică

Prospecțiunea seismică reprezintă ansamblul lucrărilor desfășurate pentru punerea în evidență a structurii geologice a subsolului unei zone prin studierea fenomenelor care însoțesc propagarea undelor seismice. Aceasta este principala metodă folosită în prospectarea zăcămintelor de hidrocarburi și poate pune în evidență numai alternanțele de strate geologice, adâncimile și formele acestora, nu și tipul zăcământului (petrol ori gaze convenționale sau de șist). Acest aspect este elucidat numai după faza de explorare, când se perforează prin sonde stratul presupus a conține zăcământul căutat. Lucrările de Prospecțiune seismică se desfășoară în același mod, indiferent de tipul zăcământului căutat.